# Pamir Airways
Pamir Airways — упразднённая частная афганская авиакомпания со штаб-квартирой в Кабуле. Являлась полноправным членом ИАТА.

## История
Pamir Airways была основана в мае 1995 года как первая частная авиакомпания, получившая лицензию от исламского правительства Афганистана. Своё название авиакомпания получила от Памирских гор.
Первоначально, Pamir Airways начала перевозки с одним самолётом Boeing 707—320 и двумя Ан-12. В период хаджа Pamir Airways была основным перевозчиком паломников из Афганистана в Саудовскую Аравию. Pamir Airways перевезла 9000 паломников в 2004 году и 15 000 паломников в 2005 году.
В апреле 2008 года Pamir Airways была выкуплена группой влиятельных афганских бизнесменов. Директором авиакомпании стал Шерхан Фарнуд, являющийся также председателем Международной Торгово-Промышленной Палаты Афганистана.
Вследствие высокой кредитной задолженности и низкого уровня обеспечения безопасности 19 марта 2011 года у авиакомпании был отозван сертификат эксплуатанта.

## Пункты назначения
В июне 2010 года Pamir Airways выполняла полёты в следующие города:
Афганистан
- Фарах — Фарах
- Герат — Герат
- Кабул — Кабул хаб
- Кандагар — Кандагар
- Мазари-Шариф — Мазари-Шариф

Индия
- Дели — Международный аэропорт имени Индиры Ганди

Саудовская Аравия
- Джидда — Международный аэропорт имени короля Абдул-Азиза
- Эр-Рияд — Международный аэропорт имени короля Халида

Объединённые Арабские Эмираты
- Дубай — Дубай

## Флот
В июле 2010 года воздушный флот авиакомпании Pamir Airways составляли следующие самолёты:

## Происшествия и катастрофы
- 17 мая 2010 года самолёт Ан-24 (рейс 112) упал[англ.] на перевале Саланг, в 100 км к северу от Кабула[6]. Самолёт летел из Кундуза в Кабул. На борту находились 44 человека. Все они погибли. Самолёт выполнял рейс в условиях сильного ветра и тумана[7][8].